# Luz Elisa Borja

Escudo de armas del Ducado de Gandía de los Borja o Borgia

Luz Elisa Borja Martínez (Riobamba,  15 de mayo de 1903-Riobamba, 10 de julio de 1927) fue una poetisa ecuatoriana.

## Biografía
Hija de Ricardo Borja León, descendiente directo de Juan de Borja y Enríquez de Luna, III duque de Gandía y Juana de Aragón y Gurrea; el primero, nieto del Papa Alejandro VI (Rodrigo de Borja); la segunda, nieta del rey Fernando II de Aragón, descendiente de los reyes de Navarra y la corona de Aragón; y, Victoria Martínez Dávalos.
Nació en una familia de clase alta, lo que le permitió contar con los recursos para desarrollar su talento artístico. Se educó en el colegio San Vicente de Paúl, de la ciudad de Riobamba, administrado por las Hermanas de la Caridad. Artista multidisciplinaria desde  su niñez, demostró  variadas facultades artísticas, cultivó la poesía, la música, la pintura y la escultura; algunos de sus trabajos originales se atesoran en la Casa de la Cultura del Chimborazo.

### Labor artística
En sus escasos 24 años de vida escribió una extensa obra literaria que, luego de su muerte, su hermano Luis Alberto la publicó en dos libros denominados: Cofre Romántico y La Bella Durmiente.  En el segundo de ellos consta el poema Quiero Llorar, cuya letra escribió en 1918, cuando apenas tenía 15 años, entristecida por el fallecimiento de la madre superiora de las Hermanas de la Caridad de Riobamba. El poema está compuesto de siete estrofas, de las cuales dos, en 1924, pasaron a constituirse en la letra del pasillo ecuatoriano conocido como Lamparilla;  de la autoría del compositor Miguel Ángel Casares Viteri, quien compuso su música inspirado en dicho poema, apesadumbrado por los estragos que había causado una de la inundaciones del Río Chanchán.
Alzó triunfos y diversos premios en diversas ciudades ecuatorianas. Siendo señalada por la prensa extranjera de la época, como una de las más ilustres poetisas del Ecuador; por lo que, desde  aquel entonces, es conocida, como La Alondra del Chimborazo.

## Fallecimiento
Su deceso se produjo en Riobamba, el 10 de julio de 1927, hallándose actualmente sepultada en el cementerio de dicha ciudad.

## Legado
Su poesía es considerada como teñida de un romanticismo nostálgico y angustiado, de una búsqueda de felicidad que no encuentra, que la lleva a esperarla en el más allá.
En Ecuador, tuvo la influencia literaria de los  modernistas del movimiento denominado la Generación decapitada,  integrado por  Medardo Ángel Silva, Arturo Borja (su primo segundo),  Ernesto Noboa y Caamaño  y  Humberto Fierro. En lo internacional recibió la influencia de los franceses Charles Baudelaire y Stéphane Mallarmé.
En el ámbito de la música apreciaba e interpretaba exquisitamente a Franz Liszt, Franz Schubert y Ludwig van Beethoven.

## Obras
- Cofre romántico. Quito - Ecuador: J. Sáenz Rebolledo. 1929. p. 302.
- La bella durmiente musita sus cantos ocultos, dispersos, perdidos .... Guayaquil - Ecuador: Artes gráficas Senefelder. 1936. p. 200.
- Luz Elisa Borja Martínez - Páginas escogidas: colección. Riobamba - Ecuador: Editorial Pedagógica Freire. 1989. p. 137.

## Homenajes
La Casa de la Cultura Núcleo de Chimborazo creó una biblioteca que lleva el nombre de la poetisa e instaló su sede en un inmueble que el Concejo Municipal de Riobamba, el 21 de abril de 1954, le cedió su dominio, el mismo que, a su vez, le fue donado testamentariamente por la madre de la poeta, con la disposición de que en aquel se fundara una biblioteca y funcionara un centro cultural.
En su natal Riobamba, existe una calle que lleva su nombre.
Considerado un clásico en su género, el pasillo Lamparilla, ha sido tradicionalmente interpretado por los más importantes cantantes y grupos musicales de Ecuador, así como también por destacados vocalistas de otros países.